# Shaan Rahman
Shaan Rahman (Thalassery, distrito de Kannur, estado de Kerala, 30 de diciembre de 1979) es un cantante y compositor indio. Es principalmente conocido por sus composiciones para el cine de Malayalam.

## Carrera
Shaan hizo su debut como director musical en Ee Pattanathil Bhootham, una película de Malayalam dirigida por Johny Antony y lanzada en 2009. Su música ganó la atención inmediata de la audiencia y ganó gran popularidad en su país de origen.

## Filmografía
- Ee Pattanathil Bhootham (2009)
- Malarvaadi Arts Club (2010)
- Thattathin Marayathu (2012)
- Nam Duniya Nam Style (Kannada) (2013)
- Hotel California (2013)
- Thira (2013)

## Premios
South Indian International Movie Awards
- 2012 - Premio SIIMA a la mejor música por Thattathin Marayathu.